# Битва при Отумбе
Битва при Отумбе (исп. La batalla de Otumba) — одна из ярких побед в кампании Эрнана Кортеса по завоеванию империи ацтеков, состоялась в июле 1520 года. Многие из участников сражения, были уверены, что победить в тот день им удалось не иначе как с Божьей помощью.

## Ход событий
После «Ночи слез» и бегства из Теночтитлана отряд конкистадоров под командованием Эрнана Кортеса следовал в сторону территории союзного племени Тлашкала, но оказался перехвачен огромной (по некоторым оценкам 30-50 тысячной) армией ацтеков на равнине в долине Отумба. Здоровых среди испанцев не было, почти все солдаты были искалечены в предыдущих стычках с ацтеками, сам Эрнан Кортес был дважды ранен в голову из пращи. Пороха и мушкетов у испанцев также не осталось, предстояла затяжная рукопашная схватка. Между тем, в долине собрались отборные войска ацтеков.
Берналь Диас утверждал, что никто из воевавших там не встречал столь большого войска. На поле присутствовал весь цвет Мешико, Тескоко и других ацтекских полисов. Военные вожди ацтеков и вдохновляющие их жрецы не могли представить иного результата сражения, чем победа и пленение, с последующим жертвоприношением этих иноземных воинов. Но они не представляли себе и силы удара сомкнутого строя тяжелой кавалерии испанских рыцарей, разогнавшейся по равнине. Всего 23 всадника в сомкнутом строю накатывались, крушили ряды воинов и, возвратившись назад, снова разгонялись и обрушивались на ряды ацтеков, оставляя в них широкую просеку. «Условия местности были весьма выгодны для действий конницы, и наши конные кололи копьями, прорывали ряды врага, кружились вокруг него, внезапно ударяя в тыл, по временам врубаясь в самую гущу. Конечно, все всадники и лошади, как и все наши, были изранены и покрыты кровью, своей и чужой, но натиск наш не ослабевал». По опыту боёв на дамбах в Теночтитлане в Ночь печали, вожди ацтеков не ожидали столь сокрушающей силы ударов. Сомкнутый строй пеших воинов медленно, но неотвратимо наступал, прокладывая дорогу в море ацтекских воинов. По ряду свидетельств испанцев-участников битвы, можно заключить, что они вошли в боевой транс, в котором не чувствовали не только страха, но и усталости. Некоторые воины видели во время боя видения — впереди их отряда по небу скакал Святой Яков и вёл их в бой. Рейды кавалерии, возглавляемой Кортесом, сокрушая ацтекских воинов сотнями, раз за разом сокрушали и ацтекских полководцев, которых конкистадоры узнавали по сверкающему на солнце убранству. После гибели вождя Сиуаку армия ацтеков дрогнула и началось ее повальное отступление с поля боя.
И по воле Бога добрался Кортес вместе с капитанами, согласно моим запискам, к месту, где шел с большим отрядом главнокомандующий мешиков со своим дорогим, далеко видным штандартом, в золотых доспехах и с большим плюмажем с серебряным шитьем. И когда его и находящихся с ним многих знатных мешиков, которые все были с большими плюмажами, увидел Кортес, то он сказал Гонсало де Сандовалю, Кристобалю де Олиду, Гонсало Домингесу и большей части капитанов: «Вперед, сеньоры! Пробьемся к ним, и пусть ни один из них не уцелеет!» И поручив себя Богу, Кортес, Кристобаль де Олид, Сандоваль, Алонсо де Авила и другие рыцари яростно атаковали врага; а Кортес так наехал конём на предводителя мешиков, что свалил его с его штандартом, а другие капитаны завершили разгром этого отряда, хотя и было много индейцев; захватив знамя этого предводителя, особенно отличился Хуан де Саламанка, который через 3 года и получил от Его Величества соответствующее прибавление в свой герб.
Кортес в послании императору рассказывает об этом так:
…навстречу нам, двигавшимся по дороге, повалила толпа индейцев, да такая громадная, что и спереди, и сзади, и с боков вся земля была запружена ими, местечка свободного не видать. Они накинулись на нас со всех сторон столь яростно, что мы, вовлеченные в гущу схватки, перемешавшись с индейцами, едва могли друг друга различить и, право же, думали, что пришел последний наш день — так велико было превосходство индейцев и недостаточны наши силы для обороны, ибо были мы до крайности измучены, почти все ранены и еле живы от голода. Однако Господу нашему было угодно явить своё могущество и милосердие, ибо при всей нашей слабости нам удалось посрамить их гордыню и дерзость, — множество индейцев было перебито, и среди них многие знатные и почитаемые особы; а все потому, что их было слишком много, и, друг другу мешая, они не могли ни сражаться как следует, ни убежать, и в сих трудных делах мы провели большую часть дня, пока Господь не устроил так, что погиб какой-то очень знаменитый их вождь, и с его гибелью сражение прекратилось… 